# Pierre-René Rogue
El beato Pierre-René Rogue (11 de junio de 1758 - 3 de marzo de 1796) fue un sacerdote católico francés y miembro profesado de la Congregación de la Misión —también conocida como los «Vicentinos»—. Rogue ejerció sus deberes pastorales en su ciudad natal de Vannes y fue conocido por su corta estatura y su devoción a la fe. Fue asesinado después de que se negara a prestar juramento de lealtad al nuevo gobierno francés. La gente de Vannes lo apodó «el pequeño sacerdote» debido a su baja estatura.
Su muerte en la guillotina por odio a la fe permitió al papa Pío XI presidir la beatificación del difunto sacerdote en 1934 en la Basílica de San Pedro.

## Biografía
Pierre-René Rogue nació el 11 de junio de 1758 como hijo único de Claudio Rogue (m. c. 1758) y Francisca Loisea (m. 1812). Su madre lo apodó «Renotte». Nació al mismo tiempo que su padre estaba ausente en un viaje de negocios y murió antes de que pudiera volver a casa. Rogue fue bautizado el 12 de junio, y sufrió seis ataques de neumonía antes de los doce años.
Después de completar sus estudios a la edad de diecisiete años en el colegio de Saint-Yves en 1775, se trasladó a Bourges con sus parientes maternos y luego regresó a casa antes de decidir comenzar sus estudios para el sacerdocio. Comenzó sus estudios en 1776. La Congregación de la Misión lo atendía y supervisaba la educación de los futuros sacerdotes. Recibió la tonsura y las órdenes menores en 1779, mientras que recibió el subdiaconado en 1780 y el diaconado en 1781. Rogue recibió su ordenación sacerdotal el 21 de septiembre de 1782 de manos del obispo de Vannes Sébastien-Michel Amelot. Celebró su primera misa el 22 de septiembre siguiente. Rogue entró en los Vicentinos y después de pasar un tiempo en la casa madre de París profesó como miembro el 25 de octubre de 1786. Se convirtió en profesor de estudios teológicos en 1787.
La Revolución francesa vio el derrocamiento del rey Luis XVI y del reino de Francia después de su estallido en 1789. El juramento de lealtad que el nuevo gobierno propuso, causó consternación a la Iglesia ya que requería que los sacerdotes se comprometieran con el gobierno en vez de con la Iglesia misma. Rogue fue uno de los sacerdotes que se unió en 1791 a la llamada del papa Pío VI para rechazar el juramento, a pesar de que el obispo Amelot huyó a Suiza. Monseñor Le Masne —sucesor de Amelot— fue nombrado el 27 de marzo de 1791 pero dispersó los seminarios en la zona y huyó a España a pesar de las grandes esperanzas que se tenía de que promoviera la llamada del papa. La parroquia en la que ejercía sus funciones fue abolida el 30 de abril de 1791.
Fue por esta época que buscó refugio con su madre el 2 de enero de 1792, aunque pronto huyó y continuó moviéndose de un lugar a otro mientras se cambiaba de ropa para continuar su misión pastoral sin ser advertido. La casa de su madre fue vigilada en todo momento para ver si Rogue regresaba y conseguir las autoridades pudieran arrestarlo. Su negativa a prestar juramento se produjo el 14 de agosto de 1792, y Rogue pasó desapercibido en su mayor parte durante el Terror. Las autoridades de Vannes concedieron un indulto completo a todos los sacerdotes que se escondieron tras negarse a prestar juramento en marzo de 1795. Esto también detuvo la vigilancia de la casa de su madre. También le permitió reanudar sus deberes pastorales.
Un hombre llamado Le Meut, que encontró trabajo gracias a la madre de Rogue —incluso así recibió ayuda financiera de ella— alertó a las autoridades sobre Rogue y su «oposición» al nuevo gobierno francés, lo que daría lugar al arresto de Rogue. En la noche del 24 de diciembre de 1795 mientras fue a dar el Viático a un hombre enfermo, fue arrestado y encarcelado en Vannes. Confortó a otros reclusos y a otros sacerdotes encarcelados durante dos meses.
Su primer interrogatorio tuvo lugar el 29 de febrero de 1796 a pesar de la reticencia de los funcionarios que no querían interrogarlo ni incluirlo en un futuro juicio. La madre de Rogue estuvo presente en el tribunal del 2 de marzo de 1796 que lo condenó a muerte mientras un ciudadano le decía: «¡Criaste un monstruo!» al responder ella a su pregunta de si el sacerdote era o no su hijo. El juicio se llevó a cabo en la iglesia en la que Rogue fue ordenado.
El 3 de marzo de 1796 a las 15:00 horas, él y otro sacerdote fueron sacados de la prisión con el cuello de su vestimenta cortado y el pelo rapado con las manos atadas a la espalda. La pareja iba a ser llevada a la guillotina en la plaza del mercado y él entonó una canción que escribió en la prisión durante el camino al patíbulo. Llegó al andamio y vio a Le Meut allí y le dio su reloj. El verdugo era de hecho uno de los antiguos alumnos de Rogue y no estaba seguro de lo que debía hacer, sin embargo siguió las órdenes recibidas. Después de su muerte, un soldado presente dijo: «No era un hombre: ¡era un ángel!» Su madre estuvo presente en su muerte.  Los creyentes se precipitaron a la guillotina para recoger su sangre en la tela que trajeron. Fue exhumado en 1934 y puesto bajo el altar de la catedral de Vannes.

### Apariencia
Rogue medía un metro y medio de altura en su vida. Tenía pelo marrón alrededor de una calva con cejas marrones sobre sus débiles ojos azules. También tenía una barbilla con hoyuelos y barba.

## Beatificación

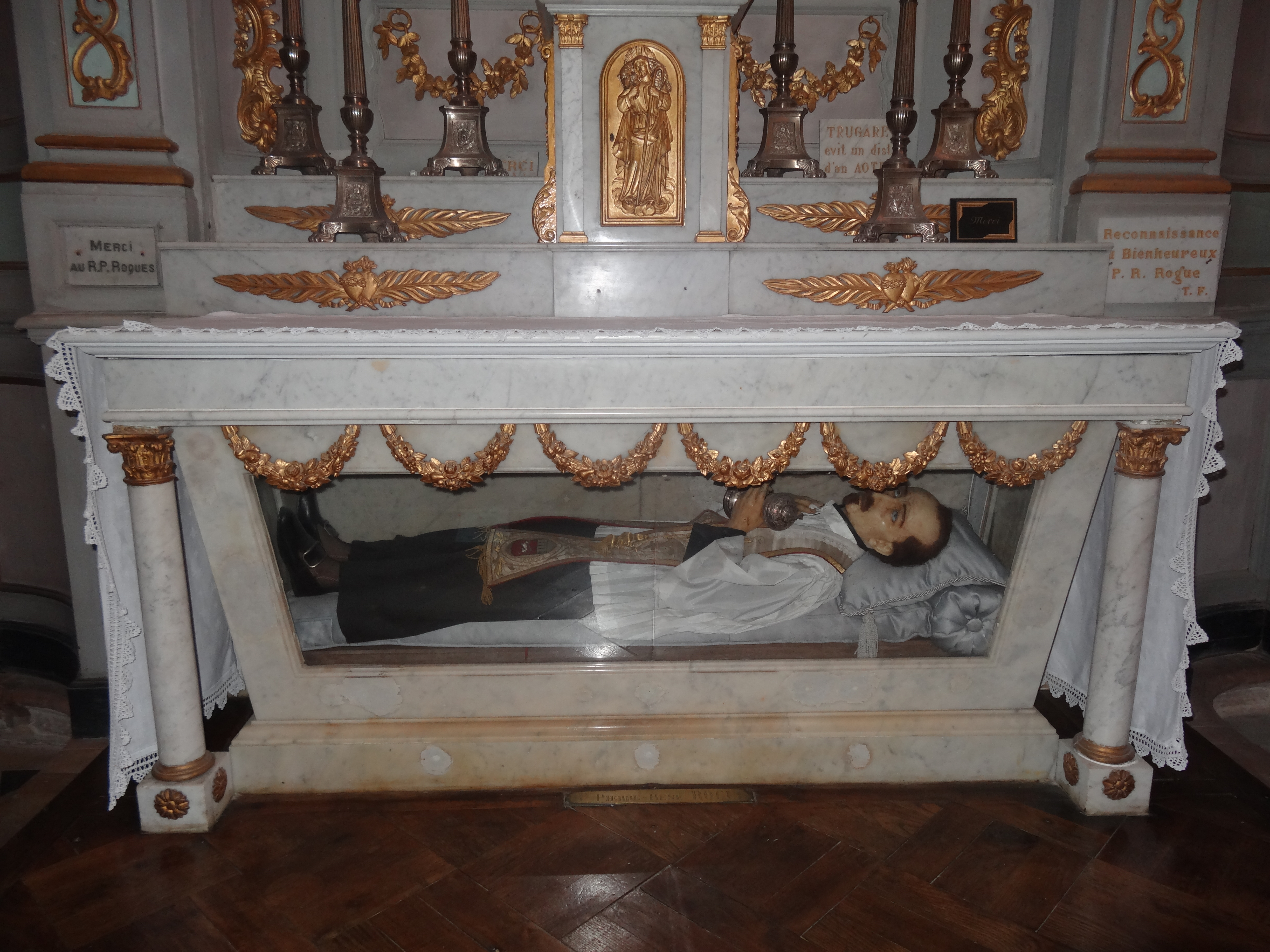
Tumba bajo un altar de la catedral de Vannes.

El procedimiento de beatificación se inició en un proceso informativo que comenzó el 22 de febrero de 1908 y concluyó tras la conclusión de sus actividades el 9 de enero de 1912. El proceso se encargó de reunir las pruebas disponibles sobre la vida de Rogue y dar testimonio de su potencial santidad. El proceso se llevó a cabo en la Diócesis de Vannes, donde Rogue vivía y trabajaba.
Los teólogos reunieron todos sus escritos y emitieron su aprobación en un decreto del 22 de marzo de 1922. El papel de los teólogos era recopilar un expediente de todas sus cartas y otros escritos para determinar si tales textos se ajustaban al magisterio de la Iglesia Católica. La aprobación de los trabajos de Rogue permitió que la causa continuara en la siguiente etapa a pesar de que se dispensó un proceso apostólico.
Estos procesos ocurrieron a pesar del hecho de que la introducción formal de la causa no llegó hasta el 12 de junio de 1929 en un movimiento que otorgó el título de Siervo de Dios al difunto sacerdote.
Los procesos que se habían producido fueron ratificados antes de que pudiera proceder a la Sagrada Congregación de Ritos para realizar nuevas evaluaciones y recibieron la aprobación de la comisión histórica el 1º de junio de 1933, en una medida que aclaraba que no existían obstáculos para la causa. El papa Pío XI aprobó la beatificación de Rogue el 22 de abril de 1934 y lo beatificó el 10 de mayo de 1934 en la Basílica de San Pedro.